# N. de Garis Davies

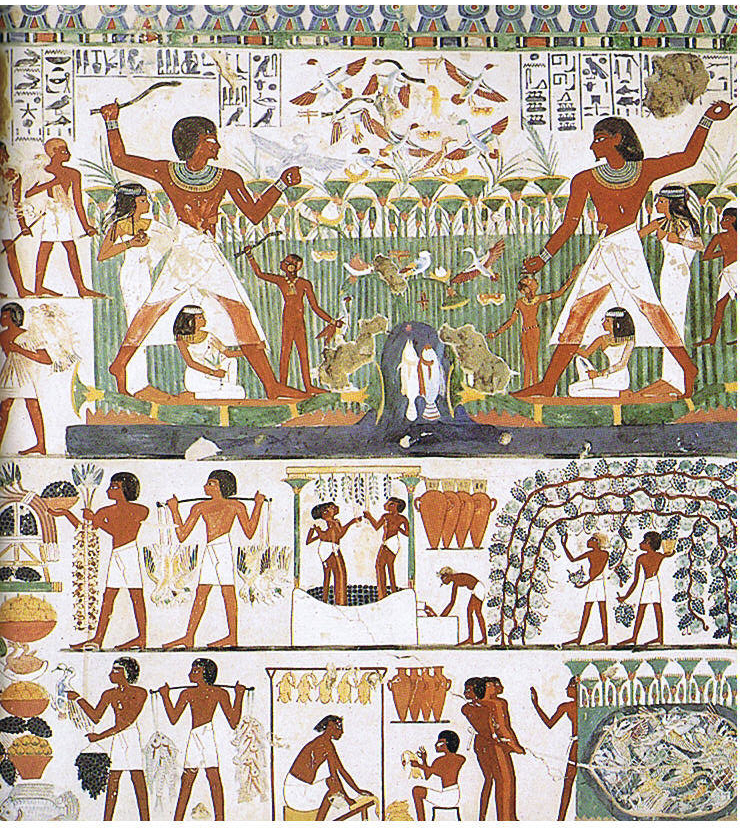
Norman y Nina de Garis Davis, Tumba de Najt, copia de una pintura parietal del, enero de 1907.

Los egiptólogos Nina M. Davies (6 de enero de 1881 – 21 de abril de 1965) y Norman de Garis Davies (14 de septiembre de 1865–5 de noviembre de 1941) fueron un matrimonio de ilustradores y copistas que trabajaron a principios y mediados del siglo XX dibujando y grabando pinturas en Egipto. Su trabajo a menudo se publicó en conjunto, como N. de Garis Davies y por lo general es difícil determinar quién dibujó cada ilustración.

## Biografía

### Nina
Nina M. Davies, nacida Anna Macpherson Cummings, vio la luz en Salónica, Grecia. Fue educada en Inglaterra y regresó a Escocia a la muerte de su padre, Cecil en 1894. Sus padres eran de ascendencia inglesa y escocesa. Nina se encontraba de vacaciones en Alejandría, Egipto en 1906 cuando conoció a Norman de Garis Davies. Se casaron en Hampstead (Londres) el 8 de octubre de 1907, estableciéndose cerca de la Necrópolis tebana donde comenzaron a documentar las pinturas de las tumbas. Nina pasó la mitad de su tiempo haciendo dibujos para el Museo Metropolitano de Arte y la otra mitad, replicando las pinturas de las tumbas para Alan Gardiner, que llegarían a ser parte de las colecciones de otros museos. Nina desarrollaría una habilidad especial para capturar concienzudamente las imágenes de forma rápida y precisa, creando una gran cantidad de facsímiles.

### Norman

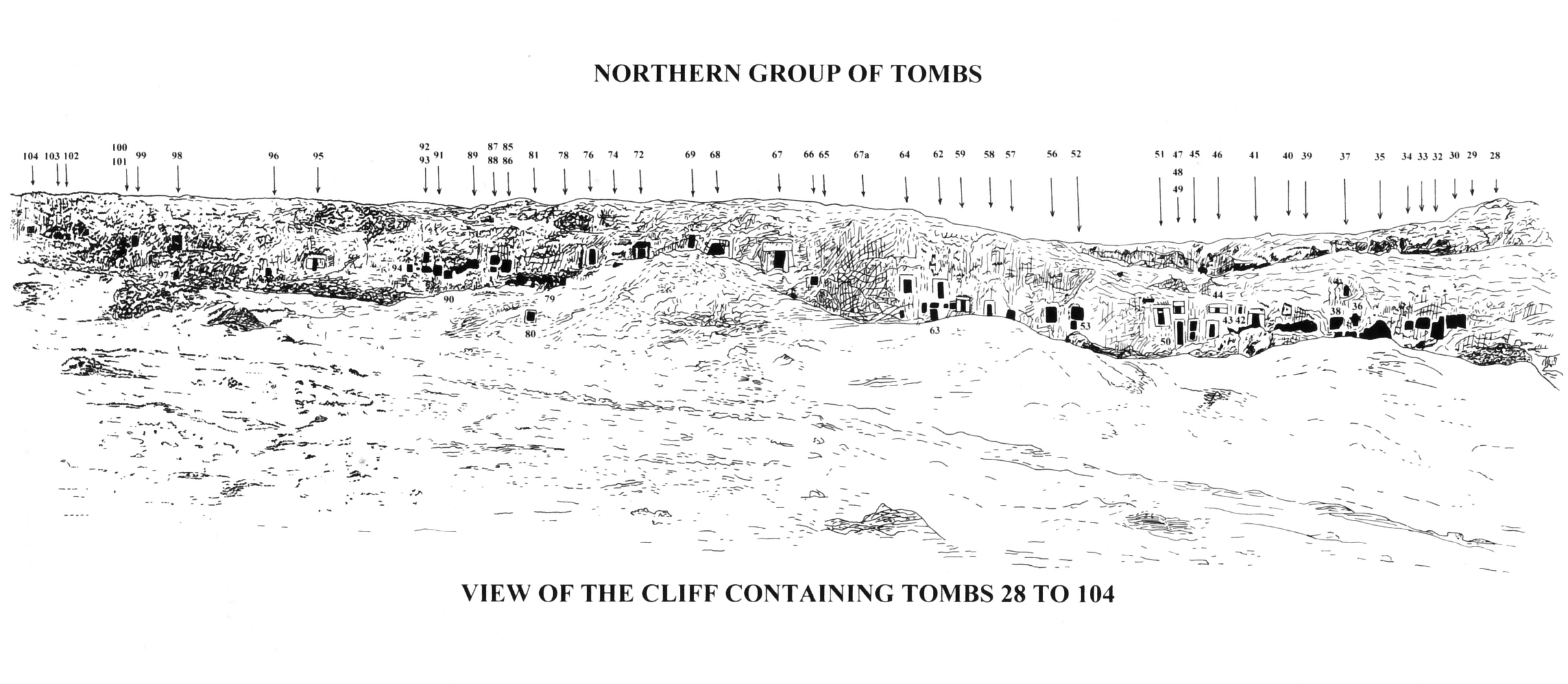
Norman de Garis Davies, Northern group of tombs, view of a cliff containing tomb numbers 28 to 104, Deir el-Gabrawi, 1902.

Norman de Garis Davies, hijo del reverendo J. D. Davies, estudió teología en la Universidad de Glasgow, obteniendo un M.A. (Master of Arts) en 1889 y un B.D. (Bachelor of Divinity) en 1891, y fue a la Universidad de Marburgo como posgraduado. Fue ministro en la iglesia congregacional en Ashton-under-Lyne cuando visitó Egipto por primera vez en 1897. Trabajó allí para Flinders Petrie en Dendera y llegó a ser uno de los responsables del “Archaeological Survey of Egypt” de la Egypt Exploration Fund (Fundación de Exploración de Egipto), que pretendía iniciar un registro y preservar los lugares del Antiguo Egipto, incluyendo tumbas y templos. Desde aproximadamente 1898 hasta 1907, Norman documentó tumbas como las de Tell el-Amarna. Se convirtió en un experto en la interpretación de jeroglíficos egipcios en el contexto de la pintura.

## Egiptólogos

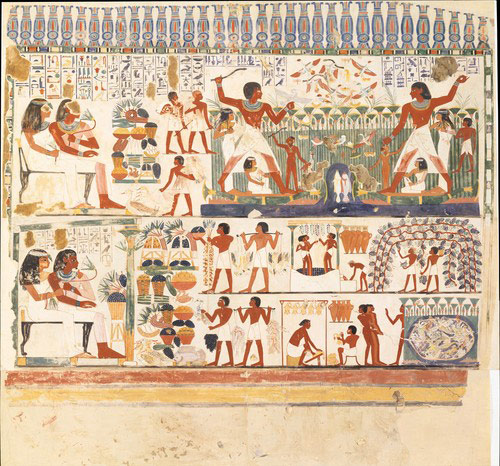
Norman de Garis Davies, Najt y su familia pescando y cazando, Tumba de Najt, Expedición gráfica, Museo Metropolitano de Arte, 1915.

En 1907 se desarrolló una Expedición Egipcia para hacer facsímiles de pinturas murales egipcias para el Museo Metropolitano de Arte en Nueva York. Norman, Nina y otros artistas tomaron calcos de las tumbas, utilizando una técnica que permitía una pincelada y una reproducción del color casi exactas. En la mayoría de los casos, las copias reflejan la escena real, incluyendo cualquier daño o laguna que pudiera haber sufrido por el paso del tiempo o como resultado de vandalismo. En algunos casos, los dibujos se representaron como si se hubieran creado hace varios miles de años. La realización de la sección gráfica fue dirigida por Norman, que tenía un doble papel, interpretando los jeroglíficos y copiando las imágenes. Los artistas firmaban su trabajo, Nina como Na.deGD y Norman como No.deGD, pero también había firmas como NdeGD en las que no estaba claro si el trabajo fue realizado por Nina o por Norman.: 65 
Las tumbas estaban en la ribera occidental del Nilo, al oeste de Tebas. El museo estaba particularmente interesado en las tumbas de los nobles, las tumbas reales del Valle de los Reyes y del Valle de las Reinas, y las tumbas de los artistas de Deir el-Medina. Estos sitios son, según el Museo Metropolitano, 'la fuente más rica de pinturas egipcias antiguas preservadas en Egipto'.
Las imágenes de las tumbas varían según las dinastías y reinados, lo que proporciona una idea de la vida cotidiana, los cambios en la flora y la fauna, y las costumbres ceremoniales y funerarias en los distintos períodos. Las técnicas artísticas también variaron a través del tiempo. En 1941, se pintaron alrededor de 350 facsímiles y ahora pueden contemplarse en el departamento egipcio del Museo Metropolitano del Arte.
Trabajaron para la Sociedad de Exploración de Egipto de Londres y el Instituto Oriental de Chicago para documentar otros yacimientos egipcios, como Abidos y Amarna. En 1939, regresaron a Inglaterra. Norman murió dos años después. Nina moriría en 1965.

## Colecciones

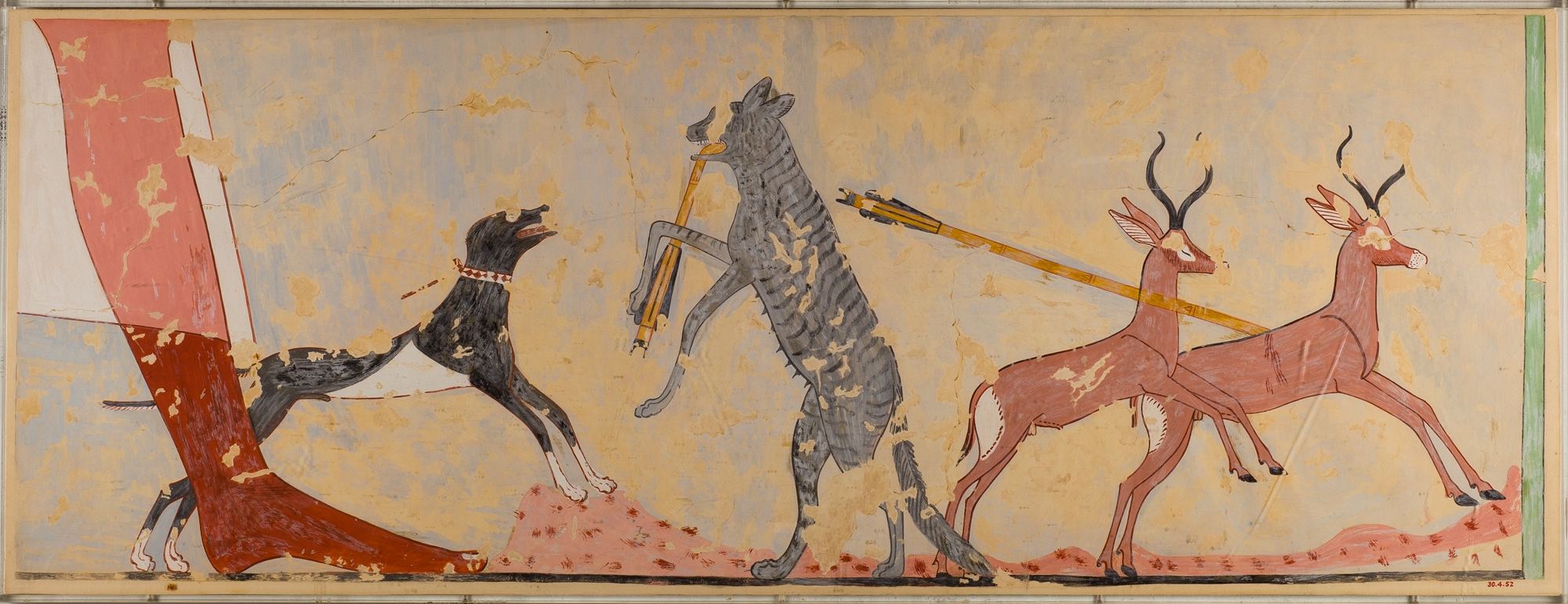
Nina de Garis Davies. Detalle de escena de caza en la tumba de Ineni: perro, hiena con flecha y gacelas.

- El Museo Metropolitano de Arte tiene 413 obras de Garis Davies en su colección. De ellos, 157 fueron pintados por Nina,[6] 15 con sus dos nombres y 59 pintados por Norman,[7] que incluyen:

- - Nina de Garis Davies, Aves en red, Tumba de Jnumhotep, Egipto, Reino Medio, Dinastía XII, Reinado de Amenemhat II, ca. 1897-1878 a. C., Témpera en papel, Expedición gráfica del MMA, 1931.[8]
  - Nina de Garis Davies, Escultores en el trabajo, Tumba de Rejmire (TT 100), Egipto, Reino Nuevo, Dinastía XVIII, Reino de Tutmosis III-principios de Amenhotep II, ca. 1479-1425 a. C., témpera en papel.[9]
  - Norman de Garis Davies, Líderes de un grupo de asiáticos, Egipto, Reino Medio, Dinastía XII, Reino de Sesostris II, ca. 1887-1878 B.C., Expedición gráfica del MMA 1931, Témpera sobre papel.[10]

- British Museum con 22 pinturas de Nina de Garis Davies en 1936 donadas al museo por Alan Gardiner,[11] incluyendo: 
  - Nina de Garis Davies, Recolectores de higos con babuinos en los árboles de la tumba de Khnumhotep II, Antiguo Egipto y Sudán.[12]
  - Nina de Garis Davies, Orfebres y ensambladores, Antiguo Egipto y Sudán.[13]

## Publicaciones
Algunas de sus publicaciones:
- Egypt Exploration Fund (Egypt); Nina Macpherson Davies; Norman de Garis Davies, Alan Henderson Gardiner (1915). The Theban Tombs Series. Edited by Norman de Garis Davies and Alan H. Gardiner.
- Nina de Garis Davies; Sir Alan H. Gardiner (1923). Facsimiles of Theban Wall-paintings by Nina de Garis Davies Lent by Alan H. Gardiner. Victoria and Albert Museum.
- Norman de Garis Davies (1901). The Rock Tombs of Sheikh Saïd. Sold at the Offices of the Egypt Exploration Fund.
- Norman de Garis Davies; Walter Ewing Crum; George Albert Boulenger (1902). The Rock Tombs of Deir El Gebrâwi: Tomb of the Aba and smaller tombs of the southern group. Sold at the offices of the Egypt exploration fund.
- Norman de Garis Davies; Seymour de Ricci; Geoffrey Thorndike Martin (1906). The Rock Tombs of El-A̕marna: The tomb of Meyra. Sold at the Offices of the Egypt Exploration Fund.
- Norman de Garis Davies; Seymour de Ricci (1908). The Rock Tombs of El Amarna: Smaller tombs and boundary stelae.
- Norman de Garis Davies; Seymour de Ricci; Geoffrey Thorndike Martin (1908). The Rock Tombs of El-A̕marna: The tomb of Meyra. Sold at the Offices of the Egypt Exploration Fund.
- Norman de Garis Davies (1911). Graphic Work of the Egyptian Expedition. Metropolitan Museum of Art.
- Norman de Garis Davies; Metropolitan Museum of Art (New York, N.Y.) (1911). The Rock-cut Tombs of Shiekh Abd El Qurneh, at Thebes. Metropolitan Museum of Art.
- Norman de Garis Davies (1913). Five Theban Tombs: (being Those of Mentuherkhepeshef, User, Daga, Nehemawäy and Tati). K. Paul, Trench, Trübner.
- Norman de Garis Davies (1917). The Tomb of Nakht at Thebes. The Museum.
- Norman de Garis Davies; Metropolitan Museum of Art (New York, N.Y.). Egyptian Expedition (1933). The tomb of Nefer-hotep at Thebes. Arno Press.
- Norman de Garis Davies (1920). An Alabaster Sistrum Dedicated by King Teta. Egypt Exploration Society.
- Norman de Garis Davies; Alan Henderson Gardiner (1920). The Tomb of Antefoker, Visier of Sesostris I, and of His Wife, Senet. Allen & Unwin, under the auspices of the Egypt Exploration Society.
- Metropolitan Museum of Art (New York, N.Y.). Egyptian Expedition; Norman de Garis Davies (1918). The Egyptian Expedition, 1916-17. The Museum.
- Metropolitan Museum of Art (New York, N.Y.). Egyptian Expedition; Ambrose Lansing; Norman de Garis Davies, Hugh Gerard Evelyn-White (1920). The Egyptian Expedition, 1916-1919. The Museum.
- Metropolitan Museum of Art (New York, N.Y.); Albert Frisch; Emery Walker, Nina De Garis Davies, Norman de Garis Davies (1925). Egyptian Wall Paintings from Copies by Norman de Garis Davies, Nina de Garis Davies and H.R. Hopgood.. Metropolitan Museum of Art.